# Mallasa
Mallasa ist eine Ortschaft im Departamento La Paz im südamerikanischen Andenstaat Bolivien.

## Lage im Nahraum
Mallasa ist ein Makrodistrikt im Süden des Municipio La Paz in der Provinz Murillo. Die Ortschaft liegt auf in einer Höhe von 3278 m zwischen dem Río Achocalla direkt südwestlich des Ortes, und dem Río de la Paz, der von der Departamento-Hauptstadt La Paz kommend nach Süden hin zum Río Beni hin fließt.

## Geographie
Mallasa liegt an den Ostabhängen der Anden-Gebirgskette der Cordillera Central am Übergang zum bolivianischen Tiefland. Das Klima der Region ist ein typisches Tageszeitenklima, bei dem die mittlere Schwankung der Temperaturen im Tagesverlauf deutlicher ausfällt als im Jahresverlauf.
Die Jahresdurchschnittstemperatur der Region liegt bei etwa 16 °C (siehe Klimadiagramm Mecapaca), die Monatswerte schwanken zwischen knapp 14 °C im Juni/Juli und knapp 18 °C im November. Der Jahresniederschlag beträgt etwa 550 mm, bei einer ausgeprägten Trockenzeit von April bis September und einer kurzen Feuchtezeit von Dezember bis März.

## Verkehrsnetz

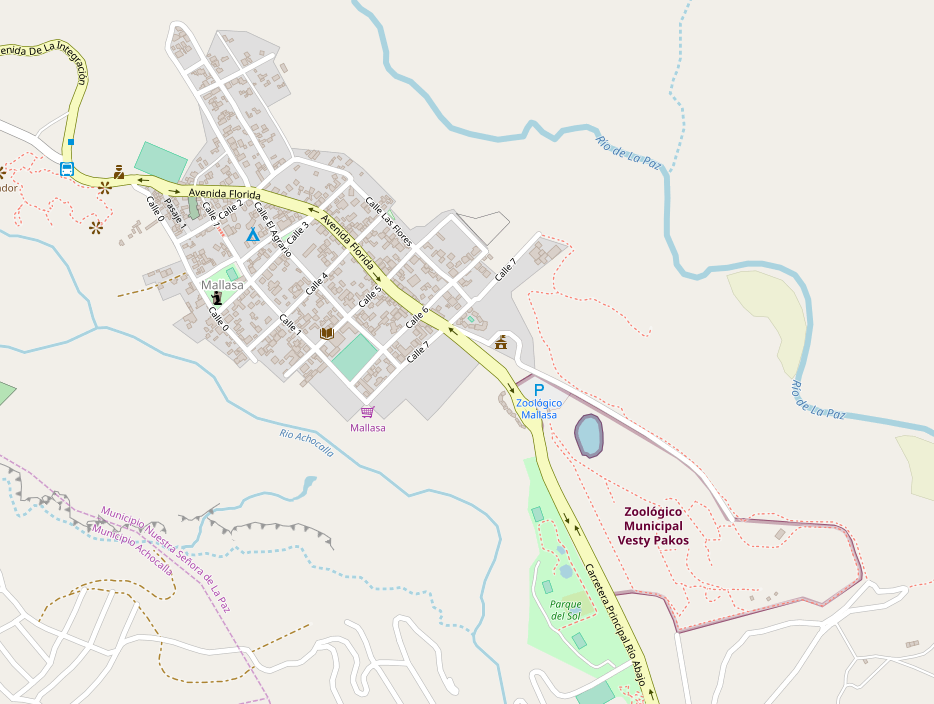
Stadtplan von Mallasa

Mallasa liegt in einer Entfernung von 13 Straßenkilometern südlich vom Zentrum von La Paz, der Hauptstadt des gleichnamigen Departamentos.
Aus La Paz heraus führt eine Landstraße in südlicher Richtung vorbei am Valle de la Luna (Mondtal) und dem Zoo von Vesty Pakos, die beide einen großen Teil von Mallasa einnehmen. Die Straße führt weiter entlang des Río de la Paz in das angrenzende Municipio Mecapaca.

## Bevölkerung
Mallasa wird, wie auch andere Gebiete im Süden von La Paz, von der Gemeinde Mecapaca angefochten, die Rechte auf Mallasa beansprucht. Die Bewohner von Mallasa und Jupapina haben aufgrund von Konflikten in diesem Sektor Probleme mit Steuern und Verwaltung, und in vielen Fällen besitzen sie Eigentumspapiere von beiden Gemeinden und zahlen in beiden Steuern. Während der Konflikte nach dem Rücktritt von Evo Morales wurden das Büro des Bürgermeisters von Mallasa und der Freizeitpark Valle de la Luna niedergebrannt.